# Museo del Cielo e della Terra
El Museo del Cielo e della Terra (Museo del Cielo y de la Tierra) es el museo de la ciencia de la ciudad metropolitana de Bolonia.
Inaugurado en el 2000, es un museo difuso: una estructura multicentrica que de San Giovanni in Persiceto (BO) se ramifica en varios polos en las comunas de Terre d’acqua, el área que se encuentra entre Bolonia y Módena.
El Museo posee una de las áreas astronómicas más importantes de Italia, el Jardín Botánico Municipal Ulisse Aldrovandi, una red de áreas naturales ricas en flora y fauna. Además una ludoteca, el Laboratorio dell'Insetto (Laboratorio de los Insectos), el Laboratorio de Ciencia y Tecnología y el moderno Ecomuseo del Agua: un complejo sistema creado para divulgar la ciencia entre el público en general y a los escolares especialmente.